# Championnat du Costa Rica de football 1984-1985
Navigation
Saison précédente Saison suivante
La Primera División 1984-1985 est la soixante-quatrième édition de la première division costaricienne.
Lors de ce tournoi, le LD Alajuelense a tenté de conserver son titre de champion du Costa Rica face aux onze meilleurs clubs costariciens.
Seulement deux places étaient qualificatives pour la Coupe des champions de la CONCACAF.

## Bilan du tournoi
| Tableau d'Honneur |              |
| Compétition       | Vainqueur    |
| Primera División  | CS Herediano |

| Qualifications continentales 1986-1987 |                                 |
| Coupe des champions de la CONCACAF     | Qualifiés                       |
| Deuxième tour de qualification         | CS Herediano Deportivo Saprissa |

| Promotions et relégations   |                 |
| Relégué en Segunda División | Inconnu         |
| Promu de Segunda División   | AD Guanacasteca |